# Койом
Койом (фр. Koyom) — небольшой город и супрефектура в Чаде, расположенный на территории региона Восточное Майо-Кеби. Входит в состав департамента Майо-Боней.

## Географическое положение
Город находится в юго-западной части Чада, к востоку от реки Логон, на высоте 335 метров над уровнем моря.
Населённый пункт расположен на расстоянии приблизительно 263 километров к юго-юго-востоку (SSE) от столицы страны Нджамены.

## Население
По данным официальной переписи 2009 года численность населения Койома составляла 19 943 человека (9816 мужчин и 10 127 женщин). Население супрефектуры по возрастному диапазону распределилось следующим образом: 49,2 % — жители младше 15 лет, 46,2 % — между 15 и 59 годами и 4,6 % — в возрасте 60 лет и старше.

## Транспорт
Ближайший аэропорт расположен в городе Гуну-Гая.